# Кастело (Бреша)
Кастело (итал. Castello) је насеље у Италији у округу Бреша, региону Ломбардија.
Према процени из 2011. у насељу је живело 1565 становника. Насеље се налази на надморској висини од 229 м.